# 金澤革蜱
金澤革蜱（学名：Dermacentor auratus）为硬蜱科革蜱屬下的一个种。